# Аптекарские весы
Апте́карские весы́ — вариант равноплечных рычажных весов для точного измерения небольших масс (до 100 грамм). Чашки аптекарских весов прикрепляются к коромыслу на тонких шнурках. По сравнению с аналитическими весами точность измерения не очень высока, Роберт Бойль оценивал её в 60 миллиграмм.
Для предотвращения износа призмы аптекарские весы часто снабжаются арретиром.